# Sister Cities
A Sister Cities 2016-ban bemutatott amerikai televíziós film, melyet Sean Hanish írt és rendezett. A film alapjául Colette Freedman 2006-os azonos című színdarabja szolgált. A főbb szerepekben Stana Katić, Jacki Weaver, Michelle Trachtenberg és Troian Bellisario látható.
2016. szeptember 17-én 20:00 órai kezdettel mutatta be a Lifetime csatorna. 

## Történet
|  | Alább a cselekmény részletei következnek! |

Mary Baxter irigylésre méltó életet élt, rengeteget utazott fiatal táncosként. Négy lánya született négy különböző apától. A lányok legalább annyira különböznek, mint azok városok, amelyek után a nevüket kapták. Halálának hírére hazatérnek lányai New England-i otthonukba. Amíg a rendőrség Mary halálának körülményeit vizsgálja, a lányok között felszínre tör egy sötét titok, amely választás elé állítja őket. Az igazság végleg elválasztja őket, vagy kockáztatnak, hogy megvédjék egymást.
|  | Itt a vége a cselekmény részletezésének! |

## Szereplők
- Jacki Weaver – Mary Baxter, Carolina, Baltimore, Dallas és Austin 71 éves édesanyja
  - Amy Smart – Mary fiatalon
- Jess Weixler – Austin Baxter, 29 éves leszbikus írónő
  - Ava Kolker – Austin nyolcévesen
- Stana Katić – Carolina "Carol" Baxter Shaw, 37 éves alkoholista ügyvéd
  - Kaia Gerber – Carolina (13-16 évesen)
  - Roxie Hanish – Carolina hétévesen
- Michelle Trachtenberg – Dallas Baxter, Peter felesége
  - Kayla Levine – Dallas hatévesen
- Troian Bellisario – Baltimore Baxter, 21 éves főiskolás lány
  - Serendipity Lilliana – Baltimore gyerekként
- Alfred Molina – Mort Stone, Austin 62 éves apja
  - Fidel Gomez – Mort fiatalon
- Tom Everett Scott – Barton Brady rendőrfőnök
- Aimee Garcia – Sarah, Austin barátnője
- Kathy Baker – Janis, a publicista
- Peter Jason – Dr. Timmins
- Patrick Davis – Carlos
- Colette Freedman – Brontë